# Odynerus cyanopterus
Odynerus cyanopterus är en stekelart som först beskrevs av Henri Saussure.  Odynerus cyanopterus ingår i släktet lergetingar, och familjen Eumenidae. Inga underarter finns listade i Catalogue of Life.